# Erfpacht vzw
Erfpacht vzw is opgericht in 2022 als belangenvereniging van en voor Belgische gedupeerden van structureel verlieslatende erfpachtrechten.
Sinds 2022 behaalden de gedupeerden 75 nietigverklaringen van hun aankoop voor rechtbanken in België, Frankrijk en Duitsland:
- 57 nietigverklaringen in Duitsland, van huurappartementen in Arnsberg, Herford, Löhne, Schöppenstedt en Vlotho, tegen Creadomus Invest NV, op basis van de Duitse wetgeving tegen woeker[3]
- 17 nietigverklaringen in Frankrijk, van vakantieflats in residentie Les Jardins d'Azur in Vence aan de Côte d'Azur, tegen Société SCCV Vence Resort, S.A.R.L. Land Lease Company, S.C.I. d’Hôtellerie et d’Investissement en S.A.R.L. Evancy Les Jardins d'Azur
- 1 nietigverklaring in België, van een appartement in residentie Sea Port in Zeebrugge, tegen Creadomus Invest NV, op basis van bedrog[2]

Daarnaast lopen rechtszaken tegen o.a.:
- Unibricks BV, over vakantieflats in vakantiedomein Hengelhoef[2]
- Senior House Belle Epoque NV en Gromabel NV, over serviceflats in residentie Hof ter Leie in Wevelgem[2]
- Twin Promotion, over vakantieflats in residentie Brise des Dunes in Bray-Dunes aan de Opaalkust in Frankrijk[2]

In totaal wachten nog meer dan 200 appartementen op een uitspraak.
Erfpacht vzw is gegroeid uit Samen Sterk! vzw die Belgische gedupeerden ondersteunt van de handel in Duitse Schrott-Immobilien door de West-Vlaamse projectontwikkelaar Creadomus Invest NV.
In 2024 lanceerde Erfpacht vzw een petitie voor een verbod op beleggingen in erfpachtrechten door consumenten.
Daarop werden Erfpacht vzw, Samen Sterk! vzw en één van hun bestuurders in november 2024 gedagvaard door Joost Debucquoy, projectontwikkelaar en stamvader van de rijke West-Vlaamse vastgoedfamilie achter verschillende vennootschapen waartegen rechtszaken lopen en nietigverklaringen zijn uitgesproken, omwille van reputatieschade en waardeverlies van zijn aandelen.